# Alquil poliglucósidos

Estructura química general de un alquil poliglucósido

Los alquil poliglucósidos o alquil poliglicósidos (APGs) son una clase de tensioactivos no iónicos ampliamente utilizados en una amplia variedad de aplicaciones domésticas e industriales. Se derivan de azúcares, generalmente derivados de glucosa, y alcoholes grasos.  Las materias primas para la fabricación industrial son típicamente renovables, obtenidas generalmente de la caña de azúcar y remolacha azucarera, y alcoholes grasos obtenidos a partir del aceite de palma sobre todo. Los productos finales son mezclas complejas de compuestos con diferentes azúcares que comprenden diferentes grupos terminales hidrófilos y grupos alquilo de longitud variable que comprenden el extremo hidrófobo.

## Usos
Los APG, al tener un HLB>10, se utilizan junto con los sulfonatos de alquilbenceno lineal (LAS) y sulfatos de alcoholes grasos (FAS) para mejorar la formación de espumas en los detergentes lavavajillas y para lavar a mano. Además de sus propiedades de formación de espuma, son bastante apreciados debido a que son biodegradables, hipoalergénicos, no irritantes y de baja toxicidad.

## Preparación
Los alquil poliglucósidos se producen mediante la reacción de un azúcar tal como la glucosa con un alcohol graso en presencia de catalizadores ácidos a temperaturas elevadas.
Los alcoholes grasos empleados por lo general tienen una longitud de cadena de 8 a 14 átomos de carbono, ya que cadenas largas como por ejemplo de 16 átomos de carbono conducen a productos muy hidrofóbicos. El grado de polimerización del azúcar (el número de moléculas de azúcar que se repiten en el producto final) se sitúa entre 1 (alquil monoglucósido) y 5 (alquil poliglucósido).